# Moonrunners
Moonrunners is een Amerikaanse film uit 1975, die vaak wordt gezien als voorloper van de televisieserie The Dukes of Hazzard. Dit omdat de film een vrijwel soortgelijk verhaal bevat, met enkel andere personages. De film werd geschreven en geregisseerd door Gy Waldron, die het verhaal baseerde op het leven en de verhalen van Jerry Rushing. Hoofdrollen worden vertolkt door James Mitchum, Kiel Martin en Arthur Hunnicutt.

## Verhaal
Het verhaal wordt verteld door een Balladeer, en draait om de neven Grady en Bobby Lee Hagg. De twee runnen voor hun oom Jesse een illegale drankhandel in Shiloh County. Bobby is een gewiekste handelaar, vernoemd naar Robert E. Lee. Grady is een laconieke "Romeo" die aan Stockcar-races doet. Hij heeft een eigen stockcar genaamd de Traveler. Jesse is een baptist, die de bijbel beter kent dan menig priester. Hij is weduwnaar sinds de dood van zijn vrouw Libby. Hij maakt sterkedrank volgens een recept van zijn betovergrootvader. Zijn enige klant is een vriend, die een lokale bar runt.
Bij aanvang van de film wordt Bobby Lee opgepakt wegens een vechtpartij in een bar genaamd Boar's Nest. Op weg naar huis pikt hij een vrouw genaamd Beth Ann Eubanks op, die op de vlucht is voor problemen in haar familie. Jesse neemt haar in huis. De neven besluiten haar mee te nemen naar een race. Daar ontmoeten ze enkele andere racers waaronder good ol' boy Zeebo, en diens helper Cooter Pettigrew.
In de loop van de film wordt duidelijk dat de neven niet op al te beste voet staan met de county commissioner Jake Rainey. Rainey is een oude vriend van Jesse, met wie hij vroeger drank smokkelde tijdens de drooglegging. Jake runt nu alle andere drankhandels in de county, en wil graag die van Jesse er ook bij hebben. Jesse weigert elk aanbod daar hij weet dat Rainey zijn drank zal aanlengen met andere dranken van mindere kwaliteit. Om Jesse tot verkopen te dwingen laat Rainey de lokale sheriff, Rosco Coltrane, de neven geregeld het leven zuur maken.

## Rolverdeling
| Acteur           | Personage           |
| ---------------- | ------------------- |
| James Mitchum    | Grady Hagg          |
| Kiel Martin      | Bobby Lee Hagg      |
| Arthur Hunnicutt | Oom Jesse Hagg      |
| Chris Forbes     | Beth Ann Eubanks    |
| George Ellis     | Jake Rainey         |
| Pete Munro       | Zeebo               |
| Joan Blackman    | Reba Rainey         |
| Waylon Jennings  | Balladeer/verteller |

## Achtergrond
Moonrunners werd opgenomen in het najaar van 1973. Opnames vonden plaats in Williamson en Haralson, Georgia. Veel van de originele filmlocaties zijn sinds de productie sterk aangepast. De race werd opgenomen op de West Atlanta Raceway.
Acteur Ben Jones, die in The Dukes of Hazzard de rol van Cooter speelt, heeft een rol in de film als een agent genaamd Fred. In de film komt een personage voor genaamd Virgil, die gelijk is aan Cooter in de serie.
In de film zijn de volgende nummers te horen:
- "Slow Rollin' Low" door Billy Joe Shaver
- "Today is Mine" door Jerry Reed
- "Lightning Rod" door Jerry Reed
- "Whiskey Man" door Lee Clayton

## Trivia
James Mitchum is de zoon van acteur Robert Mitchum. Zij speelden samen de broers Doolin in de inmiddels cultklassiek geworden film Thunder Road uit 1958, waarin het illegaal smokkelen van 'Moonshine' met opgevoerde en aangepaste auto's de context van het verhaal is.